# Naoto Matsuo
Naoto Matsuo (松尾 直人 Matsuo Naoto?), född 10 september 1979 i Wakayama prefektur, är en japansk före detta fotbollsspelare.
Matsuo började sin karriär 1998 i Vissel Kobe. Han spelade 71 ligamatcher för klubben. 2006 flyttade han till FC Tokyo. Efter FC Tokyo spelade han för Albirex Niigata, Shonan Bellmare och FC Osaka. Han avslutade karriären 2013.